# This Old Heart of Mine (Is Weak for You)
This Old Heart of Mine (Is Weak for You) est une chanson du groupe de musique afro-américain Isley Brothers, sortie en 1966.

## Au cinéma
Cette chanson fait partie des musiques du film Les Petits Mouchoirs (2010) de Guillaume Canet.